# Management de l'e-réputation
 (décembre 2017).
Si vous disposez d'ouvrages ou d'articles de référence ou si vous connaissez des sites web de qualité traitant du thème abordé ici, merci de compléter l'article en donnant les références utiles à sa vérifiabilité et en les liant à la section « Notes et références ».
Le management de l’e-réputation ou online reputation management (ORM) est l’influence et le contrôle de la réputation des organisations sur Internet. Il s’agit de travailler, à long terme, sur la relation entre une entité et ses publics sur Internet.

## Histoire
En ce qui concerne la littérature, le concept de gestion de la réputation apparait au début des années 1990 grâce à Howard Rheingold qui parlait déjà des cybercommunautés de « technologies de la réputation ». Le terme « e-réputation » voit le jour en 2001 dans un article scientifique américain proposé par Chun et Davies. 
En France on voit ce concept apparaitre en 2006 dans l’article « l’indispensable gestion de la réputation numérique » écrit par Christophe Deschamps. L'auteur souligne la diversité et la fiabilité très variable des différentes sources d’informations sur internet qui rendent difficile la gestion de la e-réputation.
Traditionnellement le management de la réputation dépendait principalement des relations presses (Journaux, magazines). Mais avec la montée en puissance d’internet et des réseaux sociaux la gestion des relations presses n’est pas aussi importante qu’autrefois. On a donc vu apparaitre des outils de gestion de l’e-réputation : les notes et les avis sur des sites marchands comme Ebay ou Amazon.

## Concept
Il existe de nombreuses méthodes et techniques afin de gérer l’e-réputation d’une entité, elles dépendent évidemment des moyens, des objectifs et des besoins de celle-ci. De plus ces méthodes peuvent être mise en place au sein de l’entreprise ou traitées par des entités extérieures spécialisés dans ce domaine. 
La réputation d’une entreprise est un actif stratégique important pour son développement et sa pérennité. Elle permet d’évaluer des indicateurs comme la qualité perçue de ses prestations ou encore la confiance. C’est pour cela que les entreprises prêtent une grande attention à créer un lien avec leurs consommateurs, leurs actionnaires, leurs salariés et des associations.
Sur internet et les réseaux sociaux, les consommateurs ont la possibilité d'exprimer publiquement une opinion sur une marque, un produit ou une entreprise. Ces avis peuvent avoir un impact positif pour une entreprise mais également un très fort impact négatif. En effet les utilisateurs sont plus enclin à être influencés par des mauvaises nouvelles ou des mauvaises expériences que par des positives. C’est pour cela que les entreprises s’impliquent dans le management de l’e-réputation.  

## Auditer son E-réputation

### Visibilité et image perçue
Auditer l’e-réputation consiste à analyser l’image perçue d’un individu, d’une entreprise, d’une marque, ou d’un produit sur internet. Les managers d'e-réputation analysent et recensent les différentes présences, souhaitées ou non,d'une entreprise. Ceci permet aux entreprises d'explorer ce qui pourrait influencer l’image perçue, de trouver les points qui peuvent être améliorés, les opportunités et les menaces possibles, mais également de voir s'il existe une certaine cohérence de leur image online.

#### Méthodologie
Sont analysés: 
- Nature des résultats des premières pages d’un moteur de recherche
- Les médias disponibles sur les plateformes de partage
- Discussions publiques
- Les différents contenus existants sur des plateformes tierces

Différents moteurs de recherche sont analysés : 	
- Moteurs de recherche classiques (ex : Google, Bing ou encore Yahoo !),
- Moteurs de recherche spécialisés : Ceux qui rapatrient des informations correspondant spécifiquement à un individu (ex : Pipl , Webmii, Yatedo, Yasni) , ceux dédié aux images et vidéos (ex : Tineye, Blinkx), de blog et de forum (technorati, Ebuzzing, Boardreader)
- Métamoteurs de recherche qui est un moteur de recherche basé sur des résultats de recherche de plusieurs autres moteurs. (ex : Copernic, addictomatic, Topsy, social mention)
- Les moteurs internes
- Réseaux sociaux professionnels (ex : LinkedIn, Viadeo)
- Réseaux sociaux les plus répandus (ex : Facebook, Twitter …)
- Les annuaires
- Les sites d’avis
- Les sites de vidéos
- Wikipédia
- Plateforme de blogs
- Site de partage
- Site de social bookmarking
- Base de données spécialisée

### Analyse des présences

#### Cartographier son écosystème
Les managers d'e-réputation établissent des cartographies des différentes présences online d'une entreprise. Cet outil permet aux entreprises de savoir sur quels points il peut leur  être utile de travailler pour améliorer leur e-réputation. Ces schémas procurent ainsi une base de travail pour différents domaines : community management, référencement, communication et marketing de l'entreprise concernée. 

#### Analyse des conversations
Cette phase consiste à faire un état des lieux et une analyse des conversations numériques, tel qu’une publication, un commentaire, un message sur un forum ou encore un avis. Cette analyse peut permettre de mieux comprendre les éléments clés qui influencent le comportement du client, de comprendre ses attentes et ses questions, mais aussi d’adapter sa propre communication. 

## Veiller sur son e-réputation
La veille  est une extension de l’audit.. Elle consiste à récupérer en continu des informations sur ce qui se dit sur internet. Cette observation continue permet de réagir rapidement lorsque la réputation d'une entreprise ou d'une personne est mise en cause. Cet outil permet de voir la perception que le public a d'une entité. Elle peut concerner un secteur d’activité, un produit, une marque, une personne. Pour que la veille soit efficace il faut avoir réalisé auparavant un bon audit de l’entreprise. Il existe différents types de veille en entreprise, la veille commerciale, la veille concurrentielle, la veille créative, la veille marketing, la veille médiatique, la veille relative à l’image de l’entreprise. Concernant l’e-réputation, on parle de veille d’image ou veille d’opinion.

### Outils de la veille
Il existe plusieurs outils mis à disposition des utilisateurs pour rendre la veille efficace et simplifiée : 

#### Moteurs de recherche
En tapant le nom d’une entreprise dans un moteur de recherche, on peut alors voir ce qu’il en ressort et notamment les mots clés associés à ce nom. Grâce à ça l’entreprise peut voir comment elle est perçue par ses clients et ce qu’ils disent sur elle. En France, nous pouvons identifier 3 moteurs de recherche principaux, Google, Bing et Yahoo mais Google reste le plus gros et représente à lui seul 94 % des recherches sur internet.

#### Alertes
Il est possible de créer des alertes sur un sujet grâce à des mots-clés enregistrés. Dès qu’un article ou une information sur ce sujet est publié, l’internaute recevra donc une alerte l’en informant. Il est donc possible pour les entreprises de se constituer une liste de mots-clés afin de recevoir un e-mail en temps réel à chaque fois que ce mot-clé apparaitra dans un nouveau sujet. Il existe différents programmes gratuits d’alerte comme Google Alertes, Giga Alert, TalkWalkerAlerts, Social Mention… Néanmoins, il est difficile pour ces programmes d’avoir accès à certains réseaux sociaux fermés, certains forums, base de données…, ce qui peut limiter l’utilisation de ces alertes.

#### Flux RSS
Les flux RSS permettent de rassembler les contenus de plusieurs espaces du web dans un même « tableau de bord ». Cela permet de rassembler tous les sujets intéressants au même endroit  et de simplifier la veille. Par exemple le site Netvibes. D’autres outils tels quel Hootsuite permettent de rassembler tous les réseaux sociaux dans une même page, ce qui permet de surveiller l’activité sur les réseaux sociaux. 

#### Réseaux sociaux
La veille passe également par le réseautage social où il est très facile d’interagir. Avant toute interaction, il faut veiller à rester fidèle à l’image que l’on veut donner. Pour les entreprises, il est très important d'entrer en dialogue avec ses consommateurs, puisque cela montrera aux consommateurs qu’ils sont écoutés et cela permettra à l’entreprise d’instaurer une discussion avec eux et de pouvoir régler certains problèmes en les écoutant. Ce qui donne de la crédibilité à la marque. C’est pour cela que bien souvent les entreprises emploient un Community Manager et parfois aussi des influenceurs web.

#### Logiciels de veille
Il existe également des logiciels de veille qui s’occupent de surveiller les sites internet, les réseaux sociaux… et de fournir des rapports mais ils peuvent également servir à nettoyer des traces du sujet sur internet. ex. : Brandwatch, Linkfluence, Visibrain, Talkwalker… Les entreprises peuvent également faire appel à des sociétés spécialisées dans la veille internet.
Une fois toutes les données récoltées, il y a tout un travail de traitement de l’information à réaliser qui va ensuite permettre d’exploiter l’information pour en prendre les meilleures décisions 
Néanmoins il ne faut pas négliger l’analyse humaine qui est indispensable à la gestion de l’e-réputation. Les outils permettent d’extraire de l’information qu’il va falloir ensuite savoir correctement traiter et chercher à comprendre pourquoi une personne a réagi d’une façon plutôt que d’une autre : est-ce que c’est dû au changement du produit, d’une nouvelle pub, d’un mécontentement…

Tous ces outils vont permettre à une entreprise d’identifier les plateformes sur lesquelles on parle d’elle et les mots-clés les plus utilisés en parlant d’elle. Elle va donc pouvoir identifier les différentes communautés et développer sa présence à ces endroits précis.